# José Antonio Ardanza Garro
José Antonio Ardanza Garro (castellà: José Antonio Ardanza)  (Elorrio, 10 de juny de 1941 - Gautegiz Arteaga, 8 d'abril de 2024) va ser un polític basc, lehendakari d'Euskadi entre 1985 i 1999.

## Primers anys
Militant del Partit Nacionalista Basc (PNB), va ser elegit alcalde d'Arrasate (Guipúscoa) en 1979 amb les primeres eleccions municipals després de la restauració de la democràcia en Espanya i, el 1983, president de la Diputació Foral de Guipúscoa.

## Lehendakari
Després de la dimissió de Carlos Garaikoetxea el 1985 a causa de l'escissió interna del PNB de la qual sortiria Eusko Alkartasuna (EA), va resultar designat pel seu partit president del govern autònom basc, en substitució de Garaikoetxea.
Amb el seu liderat el PNB va poder mantenir l'hegemonia al nacionalisme basc, i va renovar la lehendakaritza formant el primer govern de coalició amb el PSE-PSOE de Txiki Benegas, que havia obtingut més escons però menys vots a les eleccions de 1986, i no va aconseguir el suport de EA i Euskadiko Ezkerra (EE) per elegir Ramón Jáuregui, que es va convertir en vicelehendakari, i la seva pertinença a l'ala moderada i autonomista del Partit Nacionalista Basc va propiciar una perllongada col·laboració entre el PNB i els socialistes bascos. Va impulsar del Pacte d'Ajuria Enea, contra la intervenció i iniciativa de l'esquerra abertzale signat el 1988, en l'època més dura d'Euskadi Ta Askatasuna (ETA). El PNB, EA i EE van tirar endavant una declaració per la qual el Parlament d'Euskadi proclamava que “el poble basc té dret a l'autodeterminació” el 15 de febrer del 1990, i el 28 d'octubre el PNB va obtenir el triomf a les eleccions al Parlament Basc de 1990 el formant govern amb EA i EE.
En 1991 Ardanza va expulsar del govern a EA per recolzar les mocions en favor de la independència que impulsava Herri Batasuna a alguns ajuntaments, i va incorporar al PSE al govern, amb els que el juny ja havia negociat acords per garantir la governabilitat de les diputacions forals i els principals ajuntaments. El seu conseller de Presidència Joseba Zubia va elaborar l'informe Zubia l'1 de juliol de 1993 que detallava les 53 competències autonòmiques pendents de transferir de l'Estatut de Gernika, i que es va revisar en 1995. El pacte amb els socialistes es va reeditar després de les 1994 amb la incorporació de EA amb dos consellers.
El govern del PSOE no va poder resistir els nombrosos escàndols de corrupció (Roldan, Filesa …), la destapada Guerra bruta del GAL… i el 1996 les eleccions generals van donar com a resultat la victòria per majoria simple del PP, que l'obligava a arribar a acords amb els partits nacionalistes de PNB i CiU. El PNB va donar la investidura com a president del popular José Mª Aznar aconseguint una millora del concert econòmic i la matisació de la política antiterrorista dels populars. Com a resultat, les hisendes dels territoris històrics de la CAB van aconseguir una capacitat normativa i recaptatòria pràcticament plena sobre tots els impostos, excepte l'IVA.

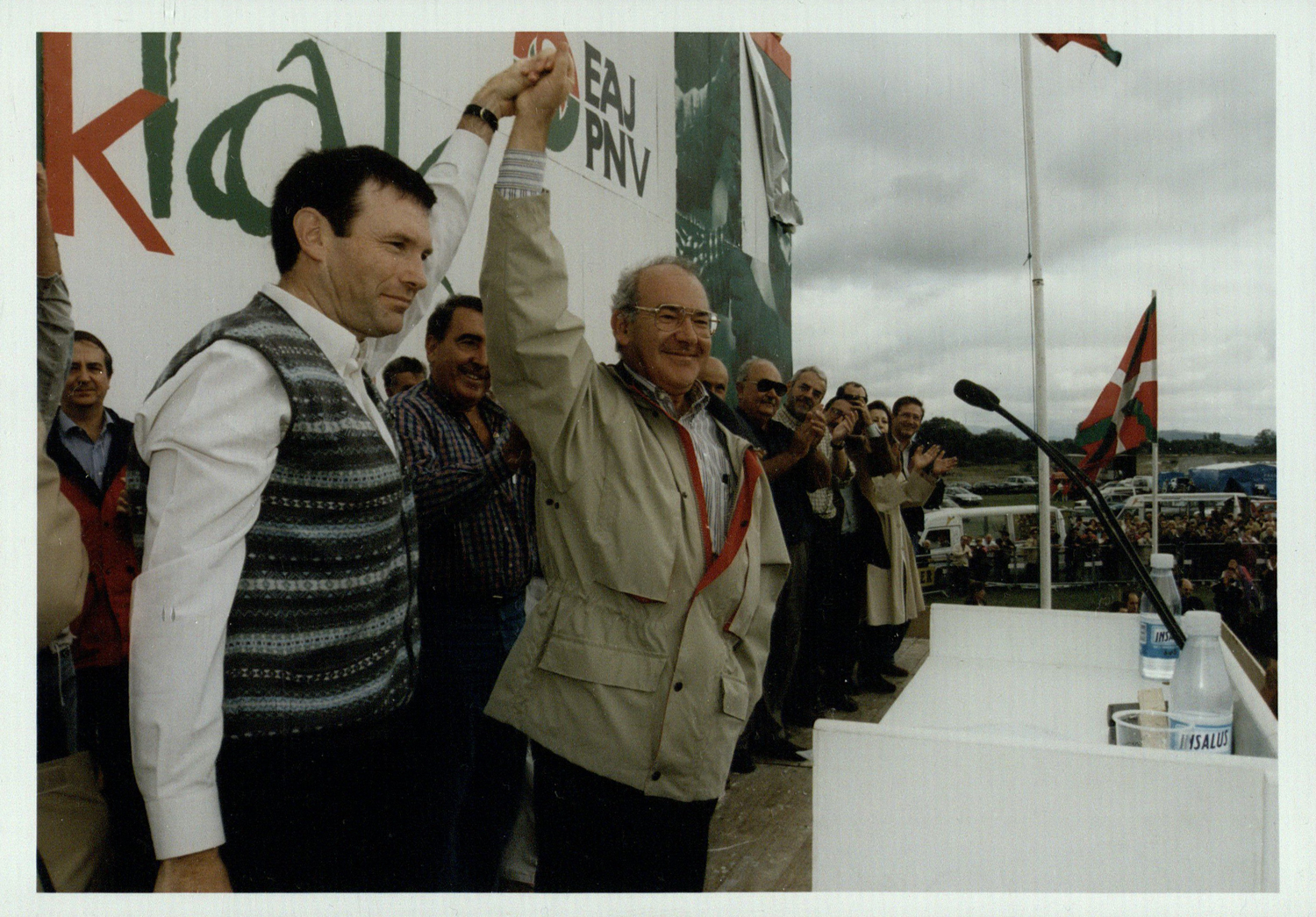
Juan Jose Ibarretxe i Jose Antonio Ardanza a l'Alderdi Eguna de 1998. L'any següent, Ardanza va acabar la seva tercera legislatura com a president i va donar el seu testimoni a Ibarretxe.

Al final del seu govern, poc després de l'execució del regidor popular d'Ermua Miguel Ángel Blanco Garrido per part d'ETA el 13 de juliol de 1997 que havia generat una gran indignació a la societat espanyola, que es llançà massivament als carrers de les principals ciutats espanyoles exigint justícia i la recerca d'una solució final al problema, el 20 de novembre l'organització declarà la primera treva parcial de la seva història per als funcionaris de presons, però les discrepàncies entre els signants del Pacte d'Ajuria Enea i la dificultat d'aconseguir la pau, van fer esllanguir el pacte i el febrer de 1998, Ardanza va promoure un nou pla de pau, conegut popularment com a Pla Ardanza, que pretenia impulsar un diàleg sense límits entre els partits bascos aliens a l'activitat violenta, a la recerca d'un nou consens respecte del marc jurídic del País Basc, que fou rebutjat per PP i PSOE. Els consellers socialistes van dimitir el 3 de juliol de 1998 pel rebuig del PNB a la proposta socialista per incloure l'acatament de la Constitució per part dels diputats electes.

### La il·legalització de l'esquerra abertzale
El juny de 1998 el jutjat d'instrucció número 5 de l'Audiència Nacional d'Espanya va emprendre el Sumari 18/98, una persecució de l'«entramat d'ETA» sota la consigna de todo es ETA, amb què perseguia la desarticulació de persones i entitats que es considerava que donaven suport econòmic o difonien les directrius estratègiques de l'organització armada. La vista va durar setze mesos i va ser la més llarga celebrada fins aquell moment contra l'independentisme basc i va consolidar la concepció de l'existència d'un «terrorisme sense armes o terrorisme pacífic» sense una sola referència a atemptats, ni a armes o explosius, ni a actuacions violentes de cap tipus. Vuit empreses privades i l'Alfabetatze eta Euskalduntze Koordinakundea, l'associació per l'ensenyament de l'èuscar, van ser intervingudes judicialment, s'il·legalitzaren les entitats polítiques Koordinadora Abertzale Sozialista, Ekin i Xaki, i es clausuraren dos mitjans de comunicació, el diari Egin i l'emissora Egin Irratia. També va ser detingut el periodista Pepe Rei i va ser clausurada la revista Ardi Beltza, sota l'acusació que l'activitat de la revista era facilitar la selecció d'objectius per a ETA.

### Pacte de Lizarra
Després de les converses entre ETA, el PNB i EA l'agost de 1998, no serà fins al 16 de setembre quan ETA anunci una treva total, indefinida i sense condicions que començaria al cap de dos dies, el 18 de setembre, responent al document signat per PNB, Herri Batasuna, Eusko Alkartasuna, Ezker Batua-Berdeak, el sindicat LAB, i altres organitzacions, conegut com el Pacte de Lizarra.

## Després de la lehendakaritza

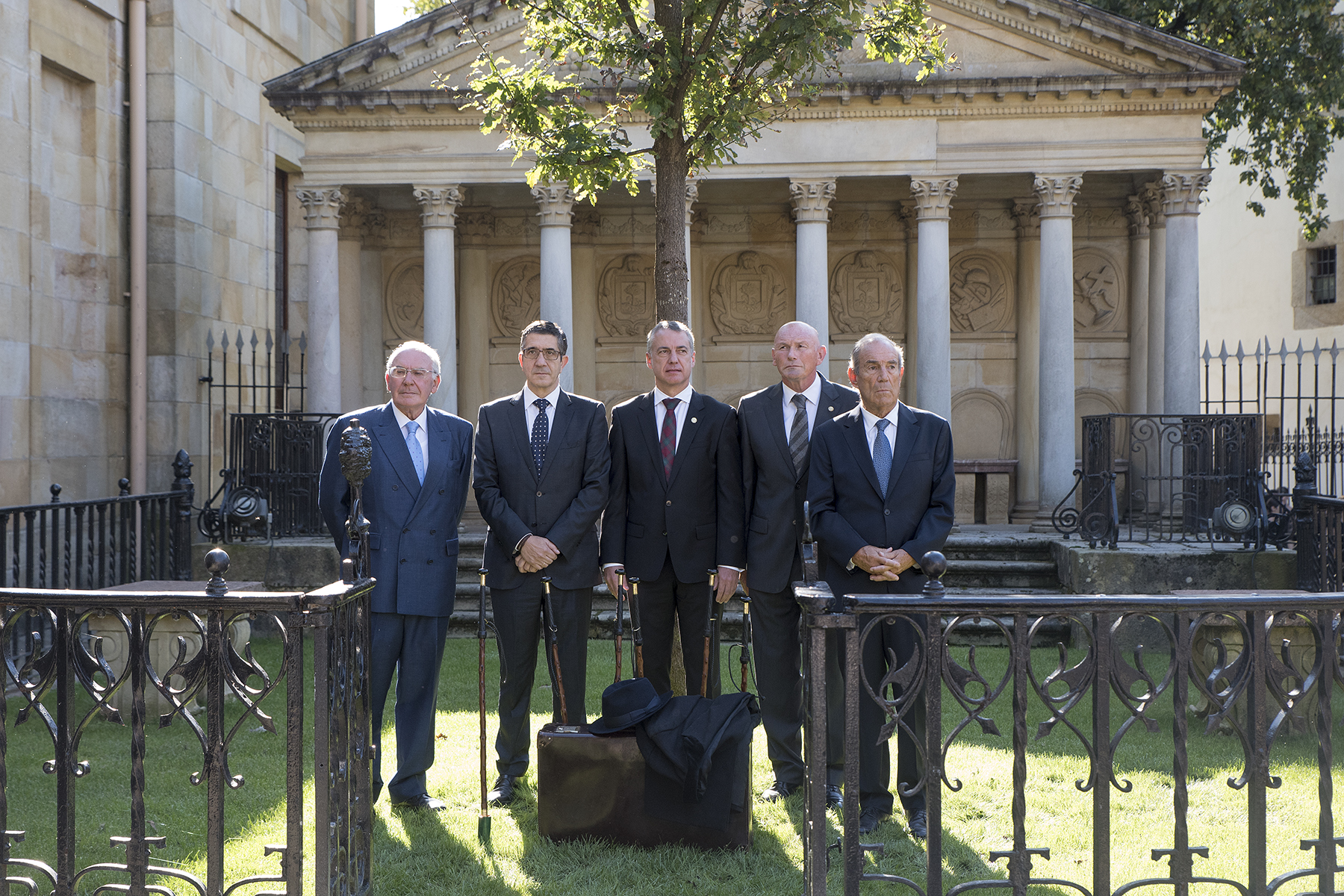
Els cinc lehendakaris vius (Ardanza, López, Urkullu, Ibarretxe i Garaikoetxea) celebraven el 80è aniversari del primer govern basc de 1936

Les eleccions al Parlament Basc se celebraren el 25 d'octubre de 1998. El 2 de gener de 1999 el va succeir Juan José Ibarretxe, qui havia sigut el seu vicelehendakari i havia estat el candidat del PNB. Després de retirar-se de la política va presidir la companyia basca de telecomunicacions Euskaltel fins al 2011. Va morir el 8 d'abril de 2024 al seu domicili de Gautegiz-Arteaga després d'una llarga malaltia.